# Aspar
Flavij Ardabur Aspar (latinsko Flavivs Ardabvr(ivs) Aspar) je bil vzhodnorimski patricij (primus patriciorum) in poveljnik vzhodnorimske kopenske vojske (magister militum) alansko-gotskega porekla, * okoli 400, † okoli 471.
Kot general germanske armade v rimski službi  je imel od 420. let do svoje smrti leta 471 velik vpliv na vzhodnorimske cesarje, predvsem na Teodozija II., Marcijana in Leona I., ki ga je na koncu dal usmrtiti. Njegova smrt je pomenila konec germanske prevlade v vzhodnorimski politiki.
Ime Aspar (izvorno Aspvar ali Aspidar) v iranskih jezikih pomeni učitelja jahanja ali jezdeca.

## Življenjepis
Aspar je bil sin Ardaburja, magistra militum cesarja Teodozija II.. Pod očetovem poveljstvom je igral ključno vlogo za poraz zahodnega uzurpatorja Joanesa Ravenskega in ustoličenje Gale Placidije in njenega sina Valentinijana III. na rimski prestol. Sodeloval je tudi v mirovnih pogajanjih z Gejzerikom po vandalski zasedbi severne Afrike. 
Po vojnem pohodu v Afriko je leta 434 dobil konzulski položaj, cesar pa zaradi svoje arijanske veroizpovedi ni mogel postati. Namesto tega je na cesarski položaj postavil svojega podrejenega častnika Marcijana, ki je postal cesar s poroko s Teodozijevo hčerko Pulherijo.
27. januarja 457 je Marcijan umrl. Politični in vojaški igralci na vzhodnem dvoru so kar enajst dni izbirali  njegovega naslednika. Kljub temu, da je bil v igri močan kandidat, Asparjev zet Antemij, je bila končna izbira povsem drugačna. Aspar je verjetno dobil ponudbo senata, da postane cesar, vendar jo je zavrnil. Namesto sebe bi lahko izbral svojega  sina Ardaburja, vendar je namesto njega izbral Leona I., nepomembnega vojaškega tribuna ene od njegovih vojaških enot.
Leta 470 je v borbi za oblast med Asparjem in  izavrijskim generalom Zenonom Aspar prepričal cesarja, naj za cezarja imenuje njegovega drugega sina Julija Patricija in mu da za ženo svojo hčerko Leoncijo. Ker za duhovščino in meščane Konstantinopla kot arijanec ni bil primeren kandidat za cesarja, so na mestnem hipodromu izbruhnili nemiri, ki jih je vodil akimitski menih  Marcel. Leon I. in Aspar sta morala sprejeti pogoje cerkve in meščanov in škofom obljubiti, da se bo Patricij pred ustoličenjem spreobrnil v pravoslavje in se šele potem poročil z Leoncijo. 
Leon I. je leta 471 organiziral zaroto, v kateri so Izarvrijci ubili Asparja in njegovega najstarejšega sina Ardaburja. V zaroti je morda umrl tudi Patricij, čeprav nekateri viri poročajo, da si je opomogel od zadanih ran. 

## Zapuščina
Z Asparjevo smrtjo se je končala germanska dominacija v vzhodnorimski politiki.
Aspar je bil učitelj kasnejšega ostrogotskega kralja Teodorika Velikega, ki je bil nečak njegove žene.  Aspar je imel poleg Ardaburja in Patricija še sina sina Ermanarika, katerega mati je bila sestra ostrogotskega poglavarja Teodorika Strabona.